# 781 Turkiestański Batalion Piechoty
781 Turkiestański Batalion Piechoty (niem. Turkestanisches Infanterie-Bataillon 781, ros. 781-й туркестанский батальон) – oddział wojskowy Wehrmachtu złożony z mieszkańców Azji Środkowej podczas II wojny światowej.

## Historia
Batalion został sformowany 1 czerwca 1942 r. w Legionowie. Składał się z pięciu kompanii (trzy strzeleckie, jedna karabinów maszynowych i jedna sztabowa) po ok. 150 żołnierzy każda. Wchodził formalnie w skład Legionu Turkiestańskiego, ale faktycznie stanowił oddzielny oddział zbrojny. Pod koniec czerwca 1942 r. batalion przeniesiono w rejon Radomia, gdzie przeszedł przeszkolenie wojskowe. Pod koniec października tego roku przybył na front wschodni do stanicy Kurinskaja. Uczestniczył w walkach na północnym Kaukazie w rejonie Tuapse, ponosząc duże straty. Doszło tam do dezercji grupy 43 żołnierzy. Z tego powodu 19 stycznia 1943 r. batalion został rozbrojony i przeformowany w oddział roboczy. W październiku tego roku przeniesiono go do okupowanej północnej Francji. Podlegał niemieckiej 15 Armii. 19 kwietnia 1944 r. wszedł w skład 731 Pułku Grenadierów jako I Batalion, stacjonującego w Normandii. 7 czerwca tego roku ponownie stał się 781 Turkiestańskim Batalionem Piechoty. Po inwazji wojsk alianckich został zniszczony w walkach.